# Kis Kutya csillagkép

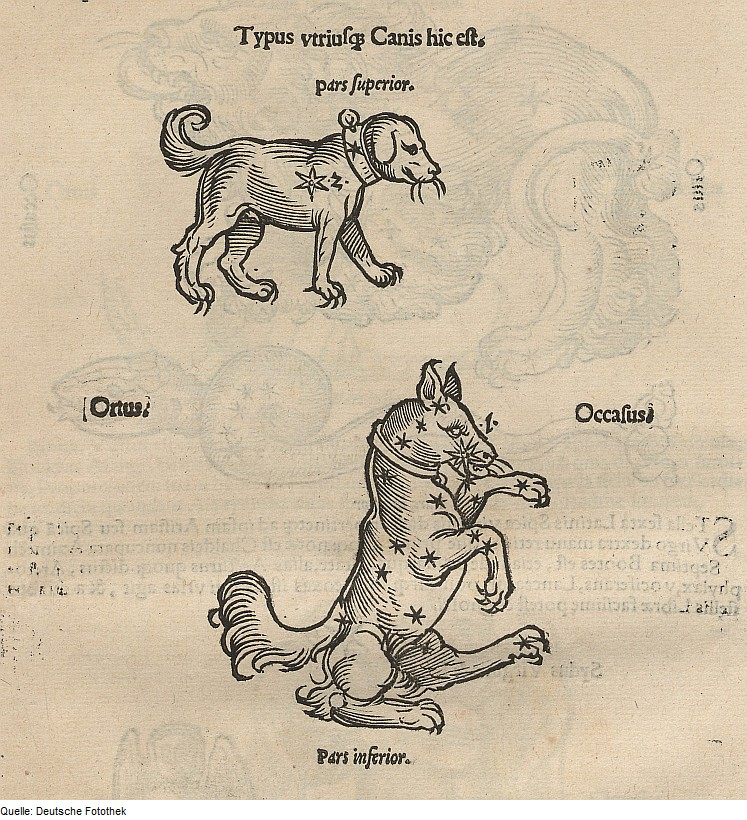
Astronomie & Gestirn & Sternbild - Deutsche Fotothek

A Nagy Kutya és a Kis Kutya csillagképek

A Kis Kutya (latin: Canis Minor) egy csillagkép a téli égbolton, Orionnak, a Vadásznak a kisebbik kutyája.

## Története, mitológia
A Kis Kutya a Révai nagy lexikona szerint 'Maira, Ikariosz hű kutyája, akinek a segítségével Ikariosz lánya, Érigoné megtalálta apja elásott holttestét. Egy másik görög monda szerint a Kis Kutya a teumésszoszi róka volt, akit soha nem sikerült elfogni vadászat közben, a Nagy Kutya pedig Lailapsz, Kephalosz kutyája, aki hiába üldözte a rókát, míg végül mindketten kővé váltak. A két állatot Zeusz helyezte el az égen.
Mezopotámiában vízi vadászatra betanított kutyát láttak a Kis Kutyában, meglehet, hogy az arabok ezért nevezték időnként a Procyont Al Ghumaisának, "vizes szeműnek". Ideillik azonban az az arab legenda is, amely szerint a Kis Kutya és a Nagy Kutya két nővér volt, s mikor egyikük (a Nagy Kutya) megszökött a másiknak ömlött a könnye bánatában.

## Csillagok
- α Canis Minoris - Procyon: az égbolt nyolcadik legfényesebb csillaga. A neve latinul kisebbik kutyacsillag (a "Kutyacsillag" a Szíriusz), a görögök pedig a kutya előtt lévő-nek nevezték, mert korábban kel a Szíriusznál. Mintegy 11,3 fényévnyire van a Földtől, 0,4m-s sárgásfehér csillag. Kettőscsillag, a kísérője 10,3m-s fehér törpe 41 éves keringési idővel, ezért az erős fénye párja miatt nagyon nehéz észrevenni, csak nagyobb távcsövekben pillantható meg. A fő csillagtól való távolsága 2,2" és 5.0" között változik. Legnagyobb távolságát 1992-ben érte el, a legkisebbet 2009-ben. A nagy kutyabeli Szíriusz kísérőjéhez hasonlóan itt is fehér törpéről van szó. Közepes sűrűsége 100 000 g/cm³. Átmérője viszont csak kétszerese a Földének. A Szíriusszal és Betelgeuze-vel alkotja a majdnem egyenlő szárú, feltűnő "Nagy Téli Háromszög"-et. {A Betelgeuse-nek többféle kiejtését hallani (bételjoze, betelguze, bételgőz, az angolok bítöldzsúz-nak ejtik). Az MCSE csillagászattörténeti portálja segíthet a kiejtésben.
- β CMi - Gomeisa: 2,9 magnitúdójú, kékesfehér csillag, mintegy 165 fényévnyire van a Földtől.
- γ CMi: 4,6m fényrendű, sárga színű óriás, mintegy 250 fényév távolságra van a Földtől.
- 14 Canis Minoris: Hármas rendszer. A fő csillag fényessége 5,4m. Tőle 76" távolságban található egy 7 magnitúdós csillag, és 112"-nyire egy 8 magnitúdós.

## Mélyégobjektumok
A csillagkép területén az NGC-katalógus 19, az IC-katalógus 6 objektumot tartalmaz. Közülük legfényesebb az NGC 2485 sz. spirálgalaxis, 13,2m.

## Fordítás
Ez a szócikk részben vagy egészben  a    Canis Minor című angol Wikipédia-szócikk fordításán alapul.  Az eredeti cikk szerkesztőit annak laptörténete sorolja fel. Ez a jelzés csupán a megfogalmazás eredetét és a szerzői jogokat jelzi, nem szolgál a cikkben szereplő információk forrásmegjelöléseként.

## Külső hivatkozások
- Csillagképek, csillagnevek | Az MCSE csillagászattörténeti portálja